# Sammy White
Pour les articles homonymes, voir White.
Sammy White (nom de scène de Samuel Kwait), né le 28 mai 1894 à Providence (Rhode Island) et mort le 3 mars 1960 à Beverly Hills (Californie), est un acteur américain, parfois crédité Sam White.

## Biographie

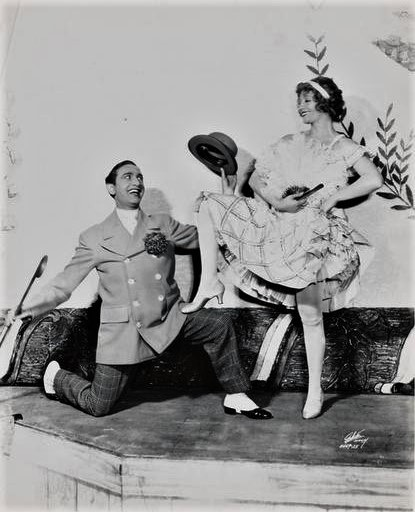
Sammy White et Eva Puck dans Show Boat, en 1927 à Broadway

Sammy White débute au théâtre dans le répertoire du vaudeville, notamment en duo aux côtés d'Eva Puck (sous le nom de « Puck and White »), sa première épouse de 1922 à 1934 (divorce). Il joue à Broadway (New York) dès début 1906 (à 11 ans), dans des pièces, revues et comédies musicales, auxquelles s'ajoute en 1946 une adaptation de l'opérette Le Pays du sourire sur une musique de Franz Lehár (avec Richard Tauber et Alexander D'Arcy).
Un de ses rôles notables à Broadway est celui de Frank Schultz dans la comédie musicale Show Boat sur une musique de Jerome Kern, de 1927 à 1929 (création, avec Charles Winninger, Helen Morgan et Eva Puck), en 1932 (reprise avec les trois mêmes) et enfin en 1948 (reprise avec Billy House), sa dernière prestation à Broadway.
Toujours sur les planches new-yorkaises, mentionnons aussi la revue The Passing Show of 1918 (1918, avec Fred et Adele Astaire) et la pièce Polly Preferred de Guy Bolton (1923, avec Genevieve Tobin et William Bailey).
Au cinéma, hormis un court métrage muet de 1923 où apparait le duo Puck and White dans son propre rôle, l'acteur contribue à seize longs métrages américains, depuis Show Boat de James Whale (1936, adaptation de la comédie musicale précitée, où Charles Winninger, Helen Morgan et lui reprennent leurs rôles respectifs) jusqu'à Un numéro du tonnerre de Vincente Minnelli (avec Judy Holliday et Dean Martin), sorti en 1960, année de sa mort à 65 ans.
Parmi ses autres films connus, citons Mademoiselle Gagne-Tout de George Cukor (1952, avec Katharine Hepburn et Spencer Tracy), Les Ensorcelés de Vincente Minnelli (1952, avec Kirk Douglas et Lana Turner), Marqué par la haine de Robert Wise (1956, avec Paul Newman et Pier Angeli) et Pour elle un seul homme de Michael Curtiz (1957, avec Ann Blyth personnifiant l'actrice Helen Morgan précitée et Paul Newman, lui-même tenant son propre rôle).
À la télévision américaine enfin, Sammy White se produit dans six séries à partir de 1955, la dernière étant 77 Sunset Strip (deux épisodes, 1959-1960).

## Théâtre à Broadway (intégrale)

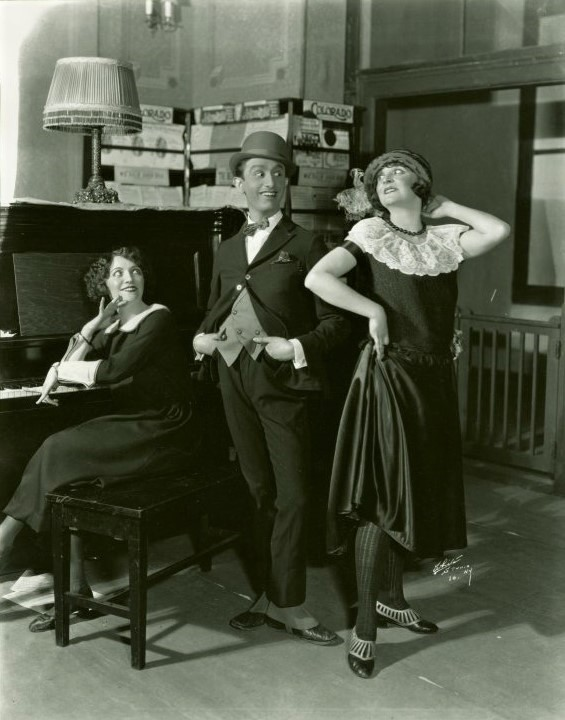
Eva Puck, Sammy White et Renee Noel (de g. à d.) dans The Melody Man, en 1924 à Broadway

- 1906 : Julie Bonbon, pièce de Clara Lipman : l'enfant
- 1916-1917 : The Show of Wonders, revue, musique de Sigmund Romberg, Otto Motzan et Herman Timberg, lyrics et livret d'Harold Atteridge : Nip
- 1918 : The Passing Show of 1918, revue, musique de Sigmund Romberg et Jean Schwartz, lyrics et livret d'Harold Atteridge
- 1919 : Shubert Gaieties of 1919, revue, musique de Jean Schwartz, lyrics d'Alfred Bryan, livret d'Ed Wynn, Edgar Smith et Harold Atteridge
- 1920-1921 : The Passing Show of 1921, revue, musique de Jean Schwartz, lyrics et livret d'Harold Atteridge : M. Strutter
- 1923 : Polly Preferred, pièce de Guy Bolton : Red Cap
- 1923-1924 : The Greenwich Village Follies of 1923, revue, musique de Louis A. Hirsch et Con Conrad, lyrics et livret d'Irving Caesar et John Murray Anderson
- 1924 : The Melody Man, pièce d'Herbert Richard Lorenz : Bert Hackett
- 1926 : The Girl Friend (en), comédie musicale, musique de Richard Rodgers, lyrics de Lorenz Hart, livret d'Herbert Fields : Leonard Silver
- 1927-1929 : Show Boat, comédie musicale produite par Florenz Ziegfeld, musique de Jerome Kern (orchestrée par Robert Russell Bennett), lyrics et livret d'Oscar Hammerstein II, mise en scène d'Hassard Short et Oscar Hammerstein II, direction musicale de Victor Baravelle : Frank Schultz
- 1932 : Show Boat, comédie musicale, reprise : Frank Schultz
- 1946 : Le Pays du sourire (Yours Is My Heart), opérette, musique de Franz Lehár, livret original (adapté en anglais) de Ludwig Herzer et Fritz Löhner-Beda : Archibald Mascotte
- 1948 : Show Boat, comédie musicale, reprise : Frank Schultz

## Filmographie

### Cinéma (intégrale)

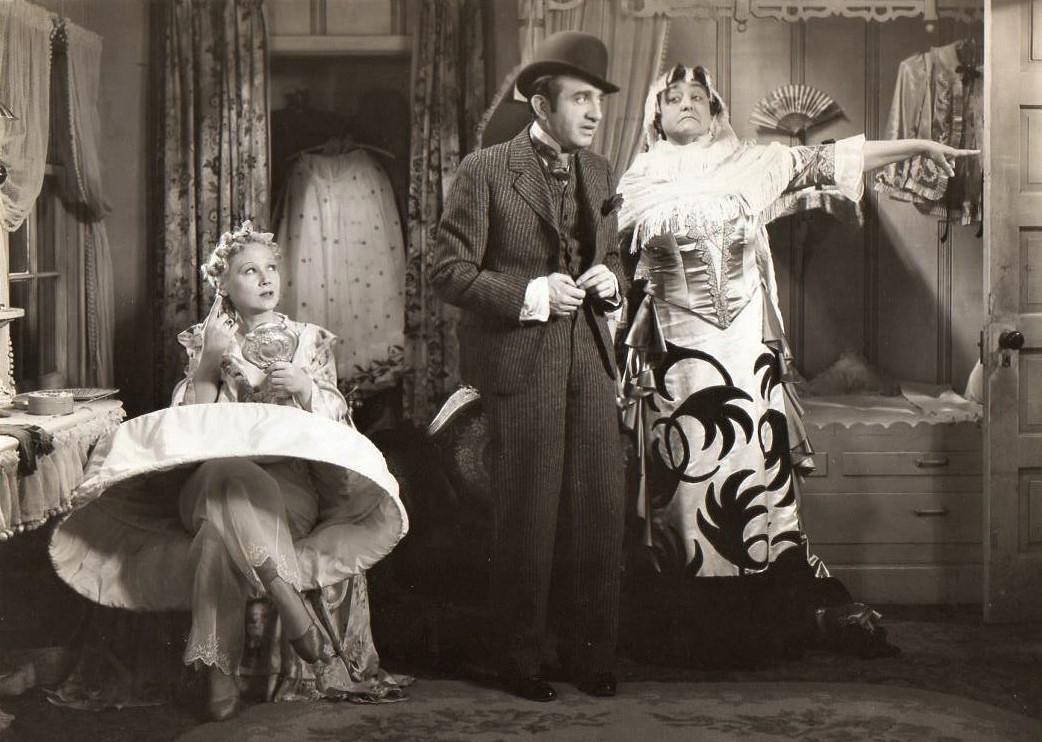
Queenie Smith, Sammy White et Helen Westley (de g. à d.), dans Show Boat (1936)

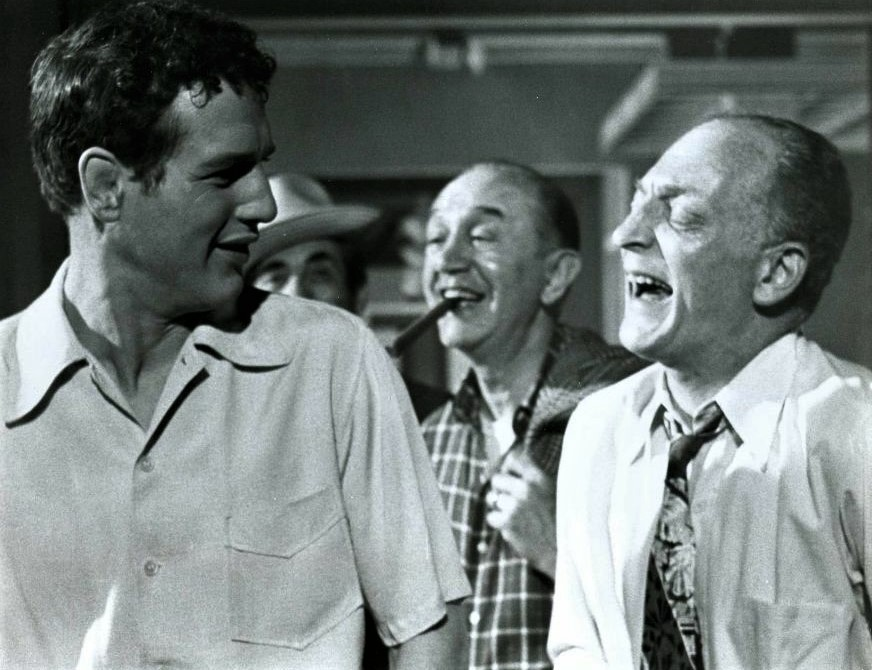
Paul Newman, Sammy White et Everett Sloane (de g. à d.), dans Marqué par la haine (1956)

- 1923 : Eva Puck and Sammy White de Lee De Forest (court métrage) : lui-même
- 1936 : Show Boat de James Whale : Frank Schultz
- 1936 : Caïn et Mabel (Cain and Mabel) de Lloyd Bacon : le danseur dans le numéro Coney Island
- 1937 : The Hit Parade (en) de Gus Meins : un danseur
- 1938 : Swing Your Lady de Ray Enright : un danseur
- 1950 : 711 Ocean Drive de Joseph M. Newman : Chippie Evans
- 1952 : Les Ensorcelés (The Bad and the Beautiful) de Vincente Minnelli : Gus
- 1952 : Sound Off (en) de Richard Quine : Joey Kirby
- 1952 : Mademoiselle Gagne-Tout (Pat and Mike) de George Cukor : Barney Grau
- 1952 : La Peur du scalp (The Half-Breed) de Stuart Gilmore : Willy Wayne
- 1953 : Drôle de meurtre (Remains to Be Seen) de Don Weis : Ben
- 1954 : Romance sans lendemain (About Mrs. Leslie) de Daniel Mann : Harry Willey
- 1954 : C'est pas une vie, Jerry (Living It Up) de Norman Taurog : un serveur
- 1956 : Marqué par la haine (Somebody Up There Likes Me) de Robert Wise : Whitey Bimstein
- 1957 : La Femme modèle (Designing Woman) de Vincente Minnelli : l'homme perplexe
- 1957 : Pour elle un seul homme (The Helen Morgan Story) de Michael Curtiz : lui-même
- 1960 : Un numéro du tonnerre (Bells Are Ringing) de Vincente Minnelli : un vendeur

### Télévision (sélection)
(séries)
- 1955 : Studio 57, saison 2, épisode 2 Who's Been Sitting in My Chair? de David Butler : Sammy
- 1959-1960 : 77 Sunset Strip
  - Saison 1, épisode 17 Dark Vengeance (1959) de Richard L. Bare : Phil Lary
  - Saison 2, épisode 23 Blackout (1960) d'Herbert L. Strock : Red Neal